# أليكس مكدونالد (لاعب كرة قدم)
أليكس مكدونالد (بالإنجليزية: Alex McDonald)‏ (12 أبريل 1878 في المملكة المتحدة - 22 أكتوبر 1949 في المملكة المتحدة) هو لاعب كرة قدم بريطاني (وحمل سابقاً جنسية المملكة المتحدة لبريطانيا العظمى وأيرلندا) في مركز الهجوم. لعب مع نادي إيفرتون ونادي بورتسموث ونادي ساوثهامبتون ونادي لوتون تاون ووست هام يونايتد وJarrow F.C. ‏ وCroydon Common F.C. ‏ وWellingborough Town F.C. ‏.